# Balvi (novads)
Balvi (łot.: Balvu novads) – jeden z łotewskich novadsów, funkcjonujący od 2021.
W skład novadsu wchodzą: 
- miasta: Balvi, Viļaka
- pagastsy: Baltinava, Bērzkalne, Bērzpils, Borisova, Briežuciems, Krišjāņi, Kubuli, Kuprava, Lazdukalns, Lazduleja, Medņeva, Rugāji, Susāji, Šķilbēni, Tilža, Vectilža, Vecumi, Vīksna, Žīguri

## Historia
Novads powstało podczas reformy administracyjnej w 2021, z połączenia dotychczasowych novadsów: Balvi, Baltinava, Rugāji i Viļaka.